# A Foreign Love Affair
A Foreign Love Affair (異国色恋浪漫譚 Ikoku Irokoi Romantan?) es un manga de género yaoi escrito e ilustrado por Ayano Yamane. Su primer y único volumen fue lanzado en abril de 2004 en la revista Drap de la editorial Core Magazine. Ha sido licenciado para su publicación en Estados Unidos por Digital Manga, mientras que en Alemania lo ha sido por Tokyopop Germany.

## Argumento
Ranmaru Ōmi es el hijo de un jefe yakuza. En un crucero italiano contrae nupcias con la hija de otra familia yakuza, Kaoru, a pesar de que el matrimonio fue arreglado y ninguno de los dos se ama. Debido a que son japoneses, son el centro de atención en el barco. En su noche de bodas, la pareja discute y Kaoru termina echando a Ranmaru fuera de su habitación. Ranmaru posteriormente va a parar al bar del barco, donde tiene una pelea con algunos yakuza. Es ayudado por Alberto Valentiano, un hombre italiano que al parecer habla con fuidez japonés. Para mostrar su gratitud, Ranmaru invita a Alberto a tomar una copa con él, lo que lleva a que los dos tengan relaciones. A la mañana siguiente, Ranmaru descubre que Alberto en realidad es el capitán del barco.

## Personajes
Ranmaru Ōmi (近江 鸞丸 Ōmi Ranmaru?)
Voz por: Kentarō Itō
Es el heredero de la familia Ōmi, un grupo yakuza. Ranmaru contrajo matrimonio por conveniencia con Kaoru, quien pertenece a otro clan yakuza. A pesar de ser relativamente joven, prefiere vivir un estilo de vida tradicional japonesa, hasta el punto de usar un kimono, sandalias y un fundoshi todo el tiempo, incluso cuando se encuentra en Italia. A pesar de ser dueño de un carácter orgulloso y susceptible, Ranmaru suele ser bastante ingenuo.
Alberto Valentiano (アルベルト・ヴァレンティアノ Aruberuto Vuarentiano?)
Voz por: Jun'ichi Suwabe
Un hombre italiano fascinado por la cultura japonesa gracias a la influencia de su padre; Alberto adora Japón y ha aprendido tanto su idioma como varias de sus costumbres. Profesa admirar la belleza masculina, quedando cautivado con la belleza de Ranmaru al verle por primera vez. Es el capitán del crucero donde viajaban Ranmaru y Kaoru.
Ryūji Gondō (権藤 龍司 Gondō Ryūji?)
Voz por: Ryōtarō Okiayu
Es un miembro de un clan yakuza rival de la familia Ōmi. Ryūji odia profundamente -el sentimiento es mutuo- a Ranmaru por haberse casado con Kaoru, de quien Ryūji siempre ha estado enamorado en secreto.
Kaoru Ōmi (近江薫 Ōmi Kaoru?)
Voz por: Tomoko Kawakami
Kaoru se casó en un matrimonio arreglado con el heredero de la familia Ōmi debido a la muerte de su padre. A menudo, Kaoru se muestra intolerante con la forma tradicional de vestir de su marido, debido a que ella disfruta de la moda europea y los lugares del Mediterráneo. 

## Media

### Manga

#### Lista de volúmenes
| N.º | Título                  | Fecha de lanzamiento | ISBN original |
| --- | ----------------------- | -------------------- | ------------- |
| 1   | «Ikoku Irokoi Romantan» | Abril de 2003        | 9784877346232 |

## Recepción
Patricia Beard de Mania Entertainment, encontró la "captura" de Ranmaru por parte de Alberto como "sexy y divertida", apreciando la atención de Yamane hacia los detalles del arte. Beard también señaló que no hubo mucho desarrollo en los personajes, pero consideró esto como algo sintomático del género de comedia romántica del manga. Rachel Bentham de Active Anime, ha comentado que disfrutó de los diseños "sexy de los personajes". Leroy Douresseaux de Comic Book Bin, describió el manga como "una comedia traviesa... con escenas intermitentes de sexo tórrido".